# Belleydoux
Belleydoux [bəlɛdu] est une commune française située dans le département de l'Ain, en région Auvergne-Rhône-Alpes.
Ses habitants s'appellent les Belleydousans et les Belleydousanes.

## Géographie
La commune de Belleydoux est située à l'extrémité sud des Hautes-Combes du Haut-Jura, sur la vallée de la Semine, affluent du Rhône par la Valserine. Le cœur du village fait face à la falaise de la Roche Fauconnière. L'autre élément naturel remarquable de la commune est le cirque des Roches d'Orvaz, abri par exemple du faucon pèlerin.
Le climat rude de moyenne montagne permet la pratique du ski de fond et des raquettes. Les espèces ligneuses dominantes sont le sapin, le hêtre et l'épicéa.
Commune rurale mais en lente évolution périurbaine, Belleydoux bénéficie de la relative proximité avec l'agglomération d'Oyonnax, d'où une augmentation continue et importante de la population et le développement de l'habitat en lotissement, qui reste néanmoins très limité. La commune est en outre très attractive pour les Genevois qui recherchent les habitats traditionnels pour les transformer en résidences secondaires.

### Climat
Pour des articles plus généraux, voir Climat d'Auvergne-Rhône-Alpes et Climat de l'Ain.
En 2010, le climat de la commune est de type climat de montagne, selon une étude du CNRS s'appuyant sur une série de données couvrant la période 1971-2000. En 2020, Météo-France publie une typologie des climats de la France métropolitaine dans laquelle la commune est exposée à un climat de montagne ou de marges de montagne et est dans la région climatique Jura, caractérisée par une forte pluviométrie en toutes saisons (1 000 à 1 500 mm/an), des hivers rigoureux et un ensoleillement médiocre.
Pour la période 1971-2000, la température annuelle moyenne est de 8,1 °C, avec une amplitude thermique annuelle de 16,7 °C. Le cumul annuel moyen de précipitations est de 1 744 mm, avec 12,1 jours de précipitations en janvier et 9,6 jours en juillet. Pour la période 1991-2020, la température moyenne annuelle observée sur la station météorologique de Météo-France la plus proche, sur la commune de Giron à 3 km à vol d'oiseau, est de 8,4 °C et le cumul annuel moyen de précipitations est de 1 672,4 mm,. Pour l'avenir, les paramètres climatiques de la commune estimés pour 2050 selon différents scénarios d'émission de gaz à effet de serre sont consultables sur un site dédié publié par Météo-France en novembre 2022.

## Urbanisme

### Typologie
Au 1er janvier 2024, Belleydoux est catégorisée commune rurale à habitat dispersé, selon la nouvelle grille communale de densité à 7 niveaux définie par l'Insee en 2022.
Elle est située hors unité urbaine. Par ailleurs la commune fait partie de l'aire d'attraction d'Oyonnax, dont elle est une commune de la couronne,. Cette aire, qui regroupe 40 communes, est catégorisée dans les aires de 50 000 à moins de 200 000 habitants,.

### Occupation des sols
L'occupation des sols de la commune, telle qu'elle ressort de la base de données européenne d’occupation biophysique des sols Corine Land Cover (CLC), est marquée par l'importance des forêts et milieux semi-naturels (76,7 % en 2018), néanmoins en diminution par rapport à 1990 (78,8 %). La répartition détaillée en 2018 est la suivante : 
forêts (73,1 %), prairies (14,6 %), zones agricoles hétérogènes (6,5 %), milieux à végétation arbustive et/ou herbacée (3,6 %), zones urbanisées (2,1 %).
L'évolution de l’occupation des sols de la commune et de ses infrastructures peut être observée sur les différentes représentations cartographiques du territoire : la carte de Cassini (XVIIIe siècle), la carte d'état-major (1820-1866) et les cartes ou photos aériennes de l'IGN pour la période actuelle (1950 à aujourd'hui).

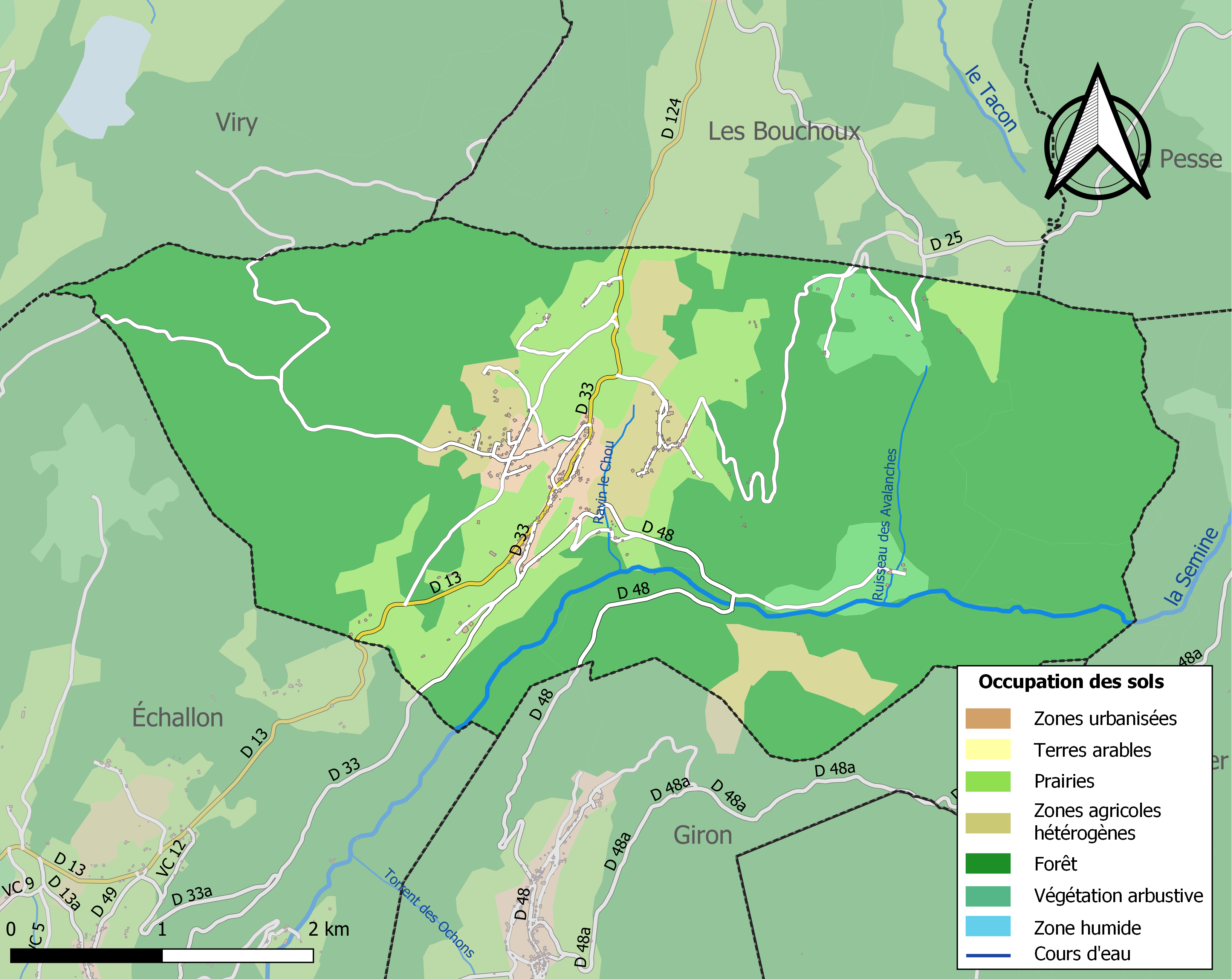
Carte des infrastructures et de l'occupation des sols de la commune en 2018 (CLC).

## Toponymie
Le nom de la localité est attesté sous la forme Belleidoux au XVIe siècle[réf. nécessaire].

## Histoire
Paroisse sous le vocable de saint Sébastien, ancienne annexe d'Échallon.
Le prieur de Nantua nommait à la cure. Suivant M. Debombourg, Belleydoux serait mentionné dès 1459. Ses habitants, taillables et mainmortables du prieuré de Nantua, furent affranchis en 1608.
En 930, les terres de Belleydoux et d'Échallon sont données par Albitius, comte de Genève, à l'abbaye de Nantua. Durant le Xe siècle, l'abbaye établit des colons à Gobet et les charge du défrichage des forêts. Les prieurs font bâtir un château à Gobet pour protéger les premières constructions qui s'y sont établies.
En 1159, le prieur de Nantua établit les limites entre la paroisse d'Échallon (dont dépend Belleydoux) et les terres de l'abbaye de Saint-Claude.
En 1230, les querelles entre Étienne Ier, sire de Thoire, et le prieur de Nantua, Humbert de Mornay, entraînent prises, pillages et incendies dans les paroisses d'Échallon et de Nantua.
En 1303, le prieur de Nantua établit un traité frappant de redevances les habitants de la paroisse d'Échallon.
En 1460, et après de nombreux désaccords relatifs au traité de 1303, Belleydoux et Échallon reconnaissent tous les droits du prieur de Nantua. À cette période, Belleydoux (et son hameau Gobet) se séparent d'Échallon, les limites entre les deux paroisses sont toutefois mal définies.
En 1617, le cadastre (alors appelé terrier) est rénové. En 1668, frappée par la guerre de Trente Ans, la population de Belleydoux n'est plus que de 40 habitants. Le 14 juillet 1681, les limites définitives entre Belleydoux et Échallon sont fixées. En 1692, dans le cadre du partage entre le prieur de l'abbaye de Nantua et les religieux du monastère, les châtellenies de Saint-Germain-de-Joux et d'Échallon (dont dépend Belleydoux) sont données au chapitre.
C'est à Belleydoux qu'est né N. Taborin, en religion frère Gabriel, mort en 1864, fondateur des frères de la Sainte-Famille.
En 1944, le village est partiellement détruit par l'armée allemande.

## Politique et administration

### Découpage territorial
La commune de Belleydoux est membre de l'intercommunalité Haut-Bugey Agglomération, un établissement public de coopération intercommunale (EPCI) à fiscalité propre créé le 1er janvier 2014 dont le siège est à Oyonnax. Ce dernier est par ailleurs membre d'autres groupements intercommunaux.
Sur le plan administratif, elle est rattachée à l'arrondissement de Nantua, au département de l'Ain et à la région Auvergne-Rhône-Alpes. Sur le plan électoral, elle dépend du  canton de Nantua pour l'élection des conseillers départementaux, depuis le redécoupage cantonal de 2014 entré en vigueur en 2015, et de la cinquième circonscription de l'Ain  pour les élections législatives, depuis le dernier découpage électoral de 2010.

### Administration municipale

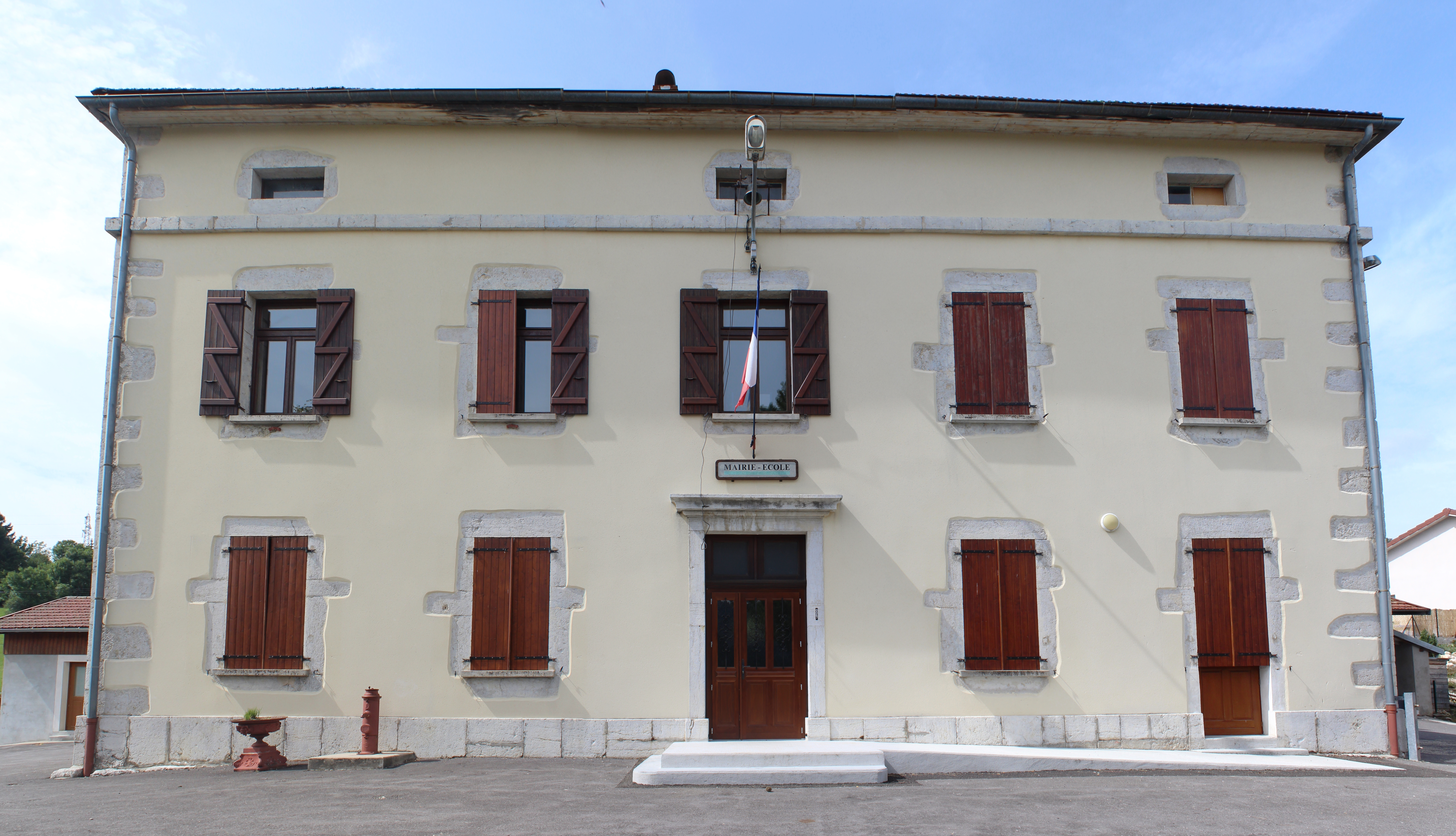
Mairie.

| Période  | Période  | Identité                    | Étiquette | Qualité                                    |
| -------- | -------- | --------------------------- | --------- | ------------------------------------------ |
| 1808     | 1832     | Claude Mermet               |           |                                            |
| 1832     | 1835     | Antoine Chapellu            |           |                                            |
| 1835     | 1837     | Claude Mermet               |           |                                            |
| 1837     | 1848     | Claude Antoine Mermet       |           |                                            |
| 1848     | 1860     | François Camille Perrin     |           |                                            |
| 1860     | 1870     | Claude François Perrier     |           |                                            |
| 1870     | 1873     | François Camille Perrin     |           |                                            |
| 1873     | 1881     | Claude Basile Grand-Clément |           |                                            |
| 1881     | 1886     | Candide Perrin              |           |                                            |
| 1886     | 1892     | François Perrier            |           |                                            |
| 1892     | 1896     | Claude Basile Grand-Clément |           |                                            |
| 1896     | 1911     | François Marie Perrin       |           |                                            |
| 1911     | 1912     | Ernest Gustave Jacquenod    |           |                                            |
| 1912     | 1913     | Jean Arsène Humbert         |           |                                            |
| 1913     | 1929     | Jules Mermet                |           |                                            |
| 1929     | 1931     | Fernand Perrier             |           |                                            |
| 1931     | 1945     | Henri Humbert               |           |                                            |
| 1945     | 1953     | Léon Poncet                 |           |                                            |
| 1953     | 1971     | Robert Mermet               |           |                                            |
| 1971     | 1975     | Henri Poncet-Montanges      |           |                                            |
| 1975     | 1977     | Jean Duraffourg             |           |                                            |
| 1977     | 1983     | Olivier Chevassus           | DVG       |                                            |
| 1983     | 1987     | Jean Duraffourg             |           |                                            |
| 1987     | 2014     | Lucien Maire                |           |                                            |
| 2014     | 2016     | Madeleine Duraffourg        | SE        | Retraitée de l'enseignement Démissionnaire |
| 2017     | 2020     | Claude Cavallini            |           |                                            |
| mai 2020 | En cours | Pascal Courtois             |           | Contrôleur des douanes                     |

## Démographie
L'évolution du nombre d'habitants est connue à travers les recensements de la population effectués dans la commune depuis 1793. Pour les communes de moins de 10 000 habitants, une enquête de recensement portant sur toute la population est réalisée tous les cinq ans, les populations de référence des années intermédiaires étant quant à elles estimées par interpolation ou extrapolation. Pour la commune, le premier recensement exhaustif entrant dans le cadre du nouveau dispositif a été réalisé en 2005.

En 2022, la commune comptait 306 habitants, en évolution de −3,47 % par rapport à 2016 (Ain : +5,15 %, France hors Mayotte : +2,11 %).
| 1793 | 1800 | 1806 | 1821 | 1831 | 1836 | 1841 | 1846 | 1851 |
| ---- | ---- | ---- | ---- | ---- | ---- | ---- | ---- | ---- |
| 685  | 769  | 828  | 800  | 856  | 843  | 832  | 813  | 809  |

| 1856 | 1861 | 1866 | 1872 | 1876 | 1881 | 1886 | 1891 | 1896 |
| ---- | ---- | ---- | ---- | ---- | ---- | ---- | ---- | ---- |
| 757  | 767  | 738  | 720  | 682  | 742  | 660  | 638  | 601  |

| 1901 | 1906 | 1911 | 1921 | 1926 | 1931 | 1936 | 1946 | 1954 |
| ---- | ---- | ---- | ---- | ---- | ---- | ---- | ---- | ---- |
| 628  | 646  | 581  | 571  | 587  | 490  | 459  | 359  | 355  |

| 1962 | 1968 | 1975 | 1982 | 1990 | 1999 | 2005 | 2006 | 2010 |
| ---- | ---- | ---- | ---- | ---- | ---- | ---- | ---- | ---- |
| 314  | 250  | 200  | 222  | 232  | 277  | 289  | 291  | 321  |

| 2015 | 2020 | 2022 | - | - | - | - | - | - |
| ---- | ---- | ---- | - | - | - | - | - | - |
| 315  | 308  | 306  | - | - | - | - | - | - |

## Personnalités liées à la commune
- Frère Gabriel Taborin, né à Belleydoux le 1er novembre 1799 et mort à Belley le 24 novembre 1864, fondateur de la congrégation des frères de la Sainte Famille, fut instituteur au village. Il a été déclaré vénérable le 14 mai 1991 par le pape Jean-Paul II.

## Vie associative
La commune de Belleydoux compte quelques associations actives parmi lesquelles :
- les Archers des Hautes-Combes ;
- le Foyer Rural ;
- la Société de Chasse ;
- le Sou des Écoles ;
- le Team Gamma GT (course automobile) ;
- l'Union Sportive Belleydoux-Echallon.

## Sports
Un site d'escalade sportive est équipé à la combe d'Orvaz, sur les falaises dominant le hameau du même nom.

## Culture locale et patrimoine

### Lieux et monuments
- Église Saint-Sébastien de Belleydoux.
- Chapelle Sainte-Anne de la Seigne.